# Arkivens dag
Arkivens dag är ett samarbetsprojekt mellan olika typer av svenska arkivinstitutioner som Riksarkivet, landsarkiven, näringslivsarkiv och andra privata arkiv.
Målsättningen med Arkivens dag, som arrangeras sedan 1998, är att väcka intresse för arkivens verksamhet genom att arrangera öppna hus.
Arkivens dag genomförs en gång per år, andra lördagen i november månad.

## Teman
För att visa på arkivens rika innehåll och mångfald och peka på de möjligheter arkiven erbjuder har projektet Arkivens dag valt att ha ett tema varje år. Vissa år har temat varit gemensamt för hela Norden. 
2022: Myter och mysterier
2021: Röster i arkiven
2020: Svart på vitt
2019: Gömt eller glömt? (nordiskt tema)
2018: Fest och glädje
2017: Synd och skam
2016: Välkommen hem!
2015: Gränslöst (nordiskt tema)
2014: Orostider
2013: Flora och fauna
2012: Framtiden
2011: Konst
2010: Klimat och väder (nordiskt tema)
2009: På liv och död
2008: Nöjen
2007: Människan i arkivet (nordiskt tema)
2006: Mat och dryck
2005: Det skall vi fira – jubileer och märkesdagar
2004: Kommunikation (nordiskt tema)
2003: Idrott, kropp och hälsa
2002: Skandaler
2001: Kärlek i arkiven (nordiskt tema)
2000: Skola, folkbildning, utbildning
1999: Människor och sekelskiften
1998: Inget tema 